# پرستوی آبی‌وسفید
پرستوی آبی‌وسفید (نام علمی: Notiochelidon cyanoleuca) نام یک گونه از تیره پرستویان است.